# 日本の大根

日本の大根（だいこん）は、日本語で「大きな根」を意味し、大根を指す一般的な言葉です。例えば、ヨーロッパのラディッシュは、日本では「二十日大根（はつかだいこん）」と呼ばれます。西洋では、「ダイコン」という言葉は、長く白いアジアの大根品種を指すこともあれば、日本の大根品種を指すこともあります。通常、日本の品種と他の品種を区別する必要がある場合は、「Japanese radish」(日本の大根)や「true daikon」(トゥルー だいこん)と呼ばれることもあります

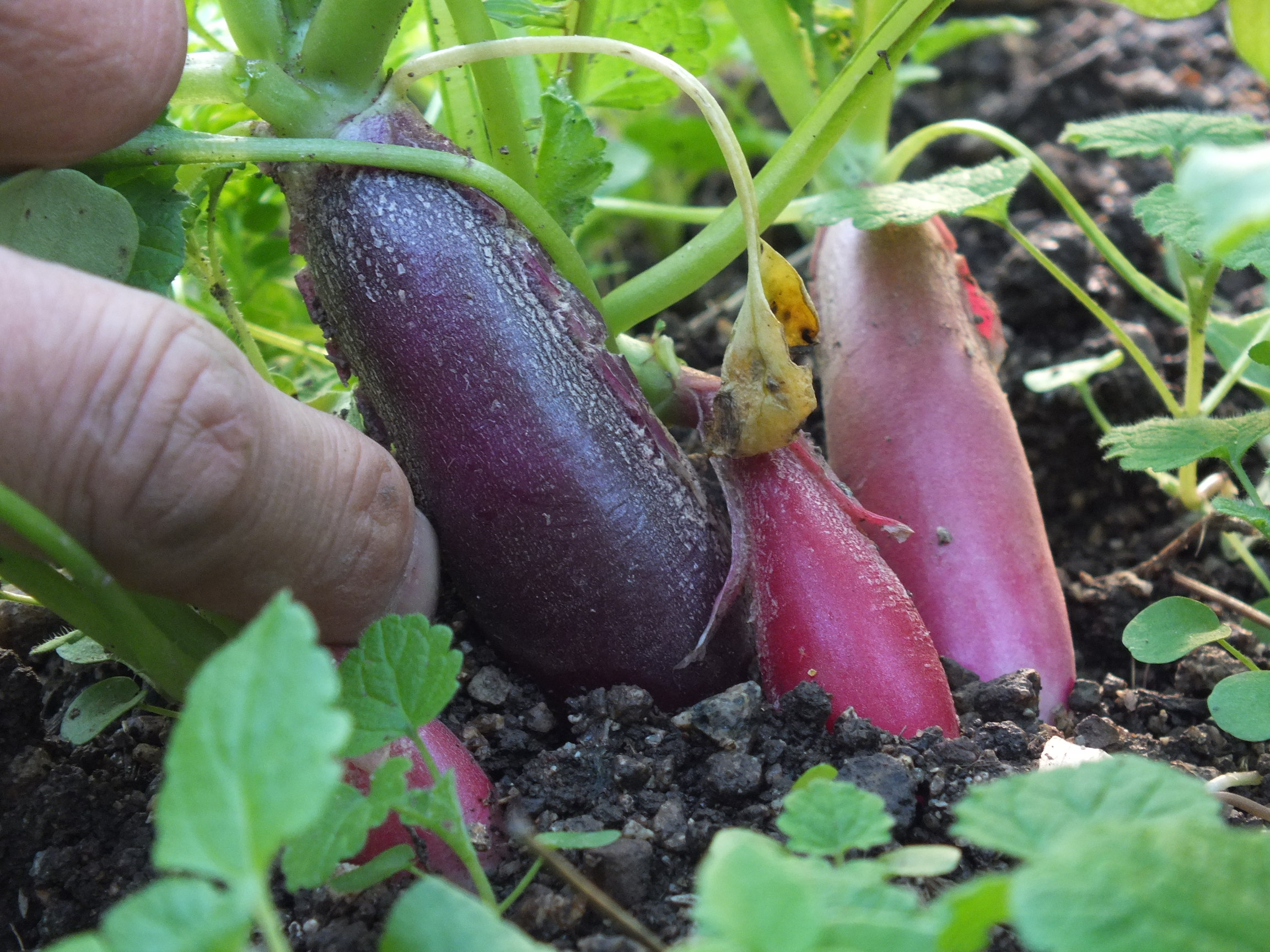
廿日大根（Hatsukadaikon）

## 品種
日本で最も一般的な品種（青首大根）は、長さ約20〜35cm（8〜14インチ）、直径5〜10cm（2〜4インチ）の、巨大な白いニンジンのような細長い根をつけます。中国やインドの品種も、ほとんどがこれとよく似ています。
鹿児島の周辺で栽培されているカブの形をした巨大な白い大根、「桜島大根」は、直径が50cm（20インチ）、重さが45kg（100ポンド）にもなります。